# Aplonis minor
Aplonis minor là một loài chim trong họ Sturnidae.